# Poul-Erik Høyer Larsen
Poul-Erik Høyer Larsen (Esbønderup, 20 de septiembre de 1965) es un deportista danés que compitió en bádminton, en la modalidad individual; campeón olímpico en Atlanta 1996.

## Trayectoria
Participó en tres Juegos Olímpicos de Verano, entre los años 1992 y 2000, obteniendo una medalla de oro en Atlanta 1996, en la prueba individual, y el quinto lugar en Barcelona 1992.
Ganó tres medallas de bronce en el Campeonato Mundial de Bádminton entre los años 1995 y 1999, y seis medallas en el Campeonato Europeo de Bádminton entre los años 1990 y 2000.
Se retiró de la competición tras los Juegos Olímpicos de Sídney 2000. En 2007 fue nombrado vicepresidente de la Federación Danesa de Bádminton, entre 2010 y 2013 fungió como presidente de la Confederación Europea de Bádminton y en 2013 fue elegido presidente de la Federación Mundial de Bádminton. Entre 2014 y 2022 fue miembro de la Comisión de Atletas del Comité Olímpico Internacional.

## Palmarés internacional
| Juegos Olímpicos   | Juegos Olímpicos         | Juegos Olímpicos  | Juegos Olímpicos |
| Año                | Lugar                    | Medalla           | Prueba           |
| ------------------ | ------------------------ | ----------------- | ---------------- |
| 1996               | Atlanta (Estados Unidos) | Medalla de oro    | Individual       |
| Campeonato Mundial |                          |                   |                  |
| Año                | Lugar                    | Medalla           | Prueba           |
| 1995               | Lausana (Suiza)          | Medalla de bronce | Individual       |
| 1997               | Glasgow (Reino Unido)    | Medalla de bronce | Individual       |
| 1999               | Copenhague (Dinamarca)   | Medalla de bronce | Individual       |
| Campeonato Europeo |                          |                   |                  |
| Año                | Lugar                    | Medalla           | Prueba           |
| 1990               | Moscú (URSS)             | Medalla de bronce | Individual       |
| 1992               | Glasgow (Reino Unido)    | Medalla de oro    | Individual       |
| 1994               | Den Bosch (Países Bajos) | Medalla de oro    | Individual       |
| 1996               | Herning (Dinamarca)      | Medalla de oro    | Individual       |
| 1998               | Sofía (Bulgaria)         | Medalla de bronce | Individual       |
| 2000               | Glasgow (Reino Unido)    | Medalla de plata  | Individual       |